# (73450) 2002 NY19
2002 أن واي 19 (ويعرف أيضًا باسم (73450) 2002 أن واي 19 وفق تسمية الكوكب الصغير) (بالإنجليزية: 2002 NY19)‏ هو كويكب ضمن حزام الكويكبات؛ وترتيبه 73450 من حيث الاكتشاف.
اكتُشف هذا الجُرم الفلكي بواسطة بحث لنكولن عن الكويكبات القريبة من الأرض في 9 يوليو 2002.

## وصلات خارجية
- (73450) 2002 NY19 في قاعدة بيانات مختبر الدفع النفاث لأجرام النظام الشمسي الصغيرة

- الاكتشاف · مخطط المدار ·  العناصر المدارية · المعلمات المادية

- (73450) 2002 NY19 على موقع ويكي سكاي: DSS2, SDSS, GALEX, IRAS, Hydrogen α, X-Ray, Astrophoto, Sky Map, Articles and images